# Adrian Spyrka
Adrian Spyrka (Zabrze, 1967. augusztus 1. –) lengyel-német labdarúgó-középpályás.

## Klubcsapatban
Pályafutását az SV Vestia Disteln junior csapata után 1986-ban a Borussia Dortmund csapatában kezdte. 1988 és 1991 közt az 1. FC Saarbrücken következett. Ezután két rövid kitérő következett a Stuttgarter Kickers és az 1. FC Köln csapatainál. 1993-tól két éven át a Rot-Weiß Essen tagja volt. Ezután egy évig az SG Wattenscheid 09 tagja volt. 2002-ben az FSV Mainz 05-ből vonult vissza.

## Válogatottban
1988 és 1989 közt 6 alkalommal szerepelt a nyugatnémet U21-es válogatottban.

## Edzőként
Visszavonulása óta tartalékegyütteseknél edzősködik.